# Route 404 (Terre-Neuve-et-Labrador)
Pour les articles homonymes, voir Route 404.
La route 404 est une route tertiaire de la province de Terre-Neuve-et-Labrador d'orientation nord-sud globalement située dans le sud-ouest de l'île de Terre-Neuve, 100 kilomètres de route au nord de Channel-Port aux Basques. Elle est une route faiblement empruntée qui relie la Route Transcanadienne, la route 1, à Jeffrey's, 5 kilomètres au nord-ouest, puis elle courbe vers le nord-est pour suivre le golfe du Saint-Laurent sur 13 kilomètres en traversant Robinsons, puis se terminant sur un cul-de-sac à Fischells. Elle est nommée Robinsons Road, mesure 18 kilomètres, et est une route asphaltée sur ses 13 premiers kilomètres, puis est une route de gravier sur ses 5 derniers, soit au nord-est de Heatherton.

## Communautés traversées
- Jeffrey's
- Robisons
- Heatherton
- Fischells